# Circunscripción electoral de Lérida

Circunscripción de Lérida
Cortes Generales* Congreso: 4 escaños (de 350)
- Senado: 4 senadores (de 266)Parlamento de Cataluña* 15 escaños (de 135)

Lérida (en catalán y oficialmente, Lleida) es una de las 52 circunscripciones electorales españolas utilizadas como distritos electorales para el Congreso de los Diputados y el Senado, que son las Cámaras Baja y Alta del Parlamento español. Le corresponden 4 diputados y 4 senadores.
También es una de las 4 circunscripciones electorales de Cataluña para las elecciones autonómicas, en las que elige 15 diputados. Se corresponde con la provincia de Lérida.

## Ámbito de la circunscripción y sistema electoral
En virtud de los artículos 68.2 y 69.2 de la Constitución Española de 1978 los límites de la circunscripción debe ser los mismos que los de la provincia de Lérida, y en virtud del artículo 140, esto solo puede modificarse con la aprobación del Congreso de los Diputados. El voto es sobre la base de sufragio universal secreto. En virtud del artículo 12 de la constitución, la edad mínima para votar es de 18 años.
En el caso del Congreso de los Diputados, el sistema electoral utilizado es a través de una lista cerrada con representación proporcional y con escaños asignados usando el método D'Hondt. Solo las listas electorales con el 3 % o más de todos los votos válidos emitidos, incluidos los votos «en blanco», es decir, para «ninguna de las anteriores», se pueden considerar para la asignación de escaños. En el caso del Senado, el sistema electoral sigue el escrutinio mayoritario plurinominal. Se eligen cuatro senadores y los partidos pueden presentar un máximo de tres candidatos. Cada elector puede escoger hasta tres senadores, pertenezcan o no a la misma lista. Los cuatro candidatos más votados son elegidos.

## Parlamento de Cataluña

### Diputados obtenidos por partido (1980-2024)
| Candidatura            | Candidatura                             | 1980 | 1984 | 1988 | 1992 | 1995 | 1999 | 2003 | 2006 | 2010 | 2012 | 2015 | 2017 | 2021 | 2024 |
| ---------------------- | --------------------------------------- | ---- | ---- | ---- | ---- | ---- | ---- | ---- | ---- | ---- | ---- | ---- | ---- | ---- | ---- |
|                        | Partit dels Socialistes de Catalunya    | 3    | 3    | 4    | 4    | 3    | 5b   | 4b   | 3b   | 3    | 1    | 1    | 1    | 3    | 4    |
|                        | Esquerra Republicana de Catalunya       | 2    | 1    | 1    | 1    | 2    | 1    | 3    | 3    | 1    | 3    | c    | 5    | 5    | 3    |
|                        | Junts+Carles Puigdemont per Catalunya   |      |      |      |      |      |      |      |      |      |      | c    | 6d   | 5e   | 5    |
|                        | Partido Popular Catalán                 |      | 1a   | 1    | 1    | 2    | 1    | 1    | 1    | 2    | 2    | 1    | 0    | 0    | 1    |
|                        | Ciudadanos-Partido de la Ciudadanía     |      |      |      |      |      |      |      | 0    | 0    | 0    | 2    | 3    | 0    | 0    |
|                        | Vox                                     |      |      |      |      |      |      |      |      |      |      |      |      | 1    | 1    |
|                        | Candidatura d'Unitat Popular            |      |      |      |      |      |      |      |      | 0    | 0    | 1    | 0    | 1    | 0    |
|                        | Aliança Catalana                        |      |      |      |      |      |      |      |      |      |      |      |      |      | 1    |
| Partidos desaparecidos |                                         |      |      |      |      |      |      |      |      |      |      |      |      |      |      |
|                        | Convergència i Unió                     | 5    | 10   | 9    | 9    | 8    | 8    | 7    | 7    | 9    | 8    |      |      |      |      |
|                        | Junts pel Sí                            |      |      |      |      |      |      |      |      |      |      | 10   |      |      |      |
|                        | Centristes de Catalunya-UCD             | 4    |      |      |      |      |      |      |      |      |      |      |      |      |      |
|                        | Iniciativa per Catalunya Verds          |      |      | 0    | 0    | 0    | 0    | 0    | 1    | 0    | 1    |      |      |      |      |
|                        | Partit Socialista Unificat de Catalunya | 1    | 0    |      |      |      |      |      |      |      |      |      |      |      |      |
| Total                  | Total                                   | 15   | 15   | 15   | 15   | 15   | 15   | 15   | 15   | 15   | 15   | 15   | 15   | 15   | 15   |

a Los resultados corresponden a los de Coalición Popular: Alianza Popular-Partido Demócrata Popular-Unión Liberal (AP-PDP-UL).

b Los resultados corresponden a los de Partit dels Socialistes de Catalunya-Ciutadans pel Canvi (PSC-CPC).

c Incluido dentro de la coalición electoral Junts pel Sí (JxSí).

d Los resultados corresponden a los de la coalición Junts per Catalunya (JxCat), disuelta en 2020.

e  Los resultados corresponden a los de la coalición Junts per Catalunya (Junts).

## Congreso de los Diputados

### Diputados obtenidos por partido (1977-2023)
| Candidatura            | Candidatura                    | 1977 | 1979 | 1982 | 1986 | 1989 | 1993 | 1996 | 2000 | 2004 | 2008 | 2011 | 2015 | 2016 | 2019 (I) | 2019 (II) | 2023 |
| ---------------------- | ------------------------------ | ---- | ---- | ---- | ---- | ---- | ---- | ---- | ---- | ---- | ---- | ---- | ---- | ---- | -------- | --------- | ---- |
|                        | PSC-PSOE                       | 1    | 1    | 2    | 1    | 2    | 1    | 1    | 1    | 2    | 2    | 1    | 1    | 0    | 1        | 1         | 2    |
|                        | ERC                            | 0    | 0    | 0    | 0    | 0    | 0    | 0    | 0    | 1    | 0    | 0    | 1    | 1    | 2        | 2         | 1    |
|                        | Partido Popular                | 0*   | 0*   | 0*   | 1*   | 0    | 1    | 1    | 1    | 0    | 1    | 1    | 0    | 1    | 0        | 0         | 0    |
|                        | Junts per Catalunya            |      |      |      |      |      |      |      |      |      |      |      | 1*   | 1*   | 1*       | 1*        | 1    |
|                        | En Comú Podem                  |      |      |      |      |      |      |      |      |      |      |      | 1    | 1    | 0        | 0         | 0    |
| Partidos desaparecidos |                                |      |      |      |      |      |      |      |      |      |      |      |      |      |          |           |      |
|                        | Convergència i Unió            |      | 1    | 1    | 2    | 2    | 2    | 2    | 2    | 1    | 1    | 2    |      |      |          |           |      |
|                        | Unión de Centro Democrático    | 1    | 2    |      |      |      |      |      |      |      |      |      |      |      |          |           |      |
|                        | Pacte Democràtic per Catalunya | 2    |      |      |      |      |      |      |      |      |      |      |      |      |          |           |      |
| Total                  | Total                          | 4    | 4    | 4    | 4    | 4    | 4    | 4    | 4    | 4    | 4    | 4    | 4    | 4    | 4        | 4         | 4    |

- En las Elecciones generales de 1977, el Partido Popular se presentó como Alianza Popular (AP).
- En las Elecciones generales de 1979, el Partido Popular se presentó como Coalición Democrática (CD).
- En las Elecciones generales de 1982, el Partido Popular se presentó como Alianza Popular-Partido Demócrata Popular (AP-PDP).
- En las Elecciones generales de 1986, el Partido Popular se presentó como Coalición Popular (CP).
- En las Elecciones generales de 2015, Junts per Catalunya se presentó como Democracia y Libertad (DiL).
- En las Elecciones generales de 2016, Junts per Catalunya se presentó como Partido Demócrata Europeo Catalán (PDeCAT).
- En las elecciones de abril de 2019 y noviembre de 2019, Junts per Catalunya representaba una coalición electoral de diversos partidos llamada de la misma manera.

## Senado

### Senadores obtenidos por partido (1977-2023)
| Candidatura            | Candidatura                 | 1977 | 1979 | 1982 | 1986 | 1989 | 1993 | 1996 | 2000 | 2004 | 2008 | 2011 | 2015 | 2016 | 2019 (I) | 2019 (II) | 2023 |
| ---------------------- | --------------------------- | ---- | ---- | ---- | ---- | ---- | ---- | ---- | ---- | ---- | ---- | ---- | ---- | ---- | -------- | --------- | ---- |
|                        | PSC-PSOE                    | 0*   | 1*   | 2    | 1    | 1    | 1    | 1    | 1    | 2    | 2    | 1    | 0    | 0    | 0        | 0         | 3    |
|                        | ERC                         | 0*   | 0*   | 0    | 0    | 0    | 0    | 0    | 0    | 1    | 1    | 0    | 1    | 3    | 3        | 3         | 1    |
|                        | Junts per Catalunya         |      |      |      |      |      |      |      |      |      |      |      | 3*   | 1*   | 1*       | 1*        | 0    |
| Partidos desaparecidos |                             |      |      |      |      |      |      |      |      |      |      |      |      |      |          |           |      |
|                        | Convergència i Unió         | 1    | 0    | 2    | 3    | 3    | 3    | 3    | 3    | 1    | 1    | 3    |      |      |          |           |      |
|                        | Unión de Centro Democrático | 0    | 3    | 0    |      |      |      |      |      |      |      |      |      |      |          |           |      |
|                        | Entesa dels Catalans        | 3    |      |      |      |      |      |      |      |      |      |      |      |      |          |           |      |
| Total                  | Total                       | 4    | 4    | 4    | 4    | 4    | 4    | 4    | 4    | 4    | 4    | 4    | 4    | 4    | 4        | 4         | 4    |

- En las Elecciones generales de 1977, el Partit dels Socialistes de Catalunya, Esquerra Republicana de Catalunya y el Partit Socialista Unificat de Catalunya se presentaron en coalición como Entesa dels Catalans.
- En las Elecciones generales de 1979, el Partit dels Socialistes de Catalunya y Esquerra Republicana de Catalunya se presentaron en coalición como Nova Entesa (NE).
- En las Elecciones generales de 2015, Junts per Catalunya se presentó como Democracia y Libertad (DiL).
- En las Elecciones generales de 2016, Junts per Catalunya se presentó como Partido Demócrata Europeo Catalán (PDeCAT).
- En las elecciones de abril de 2019 y noviembre de 2019, Junts per Catalunya representaba una coalición electoral de diversos partidos llamada de la misma manera.